# Sedum alamosanum
Sedum alamosanum es una especie de la familia de las crasuláceas, comúnmente llamadas, siemprevivas, conchitas o flor de piedra (Crassulaceae), dentro del orden Saxifragales en lo que comúnmente llamamos plantas dicotiledóneas, aunque hoy en día se agrupan dentro de Magnoliopsida. El nombre del género significa “sedentario” o “estar sentado”, esto probablemente por sus hábitos de crecimiento; la especie está dada por la localidad tipo.

## Clasificación y descripción
Planta de la familia Crassulaceae. Planta perenne, glauca, con cortas rosetas de 1-1.5 cm de alto, con numerosas hojas, tallos amacollados, efectos, poco ramificados, de 7 12 cm de longitud; hojas amontonadas, lineares, oblongas, cilíndricas, cortas, ascendentes, de 4-6 mm de largo y 1-1.5 mm de ancho, rojizas, densamente papilosas. Inflorescencia terminal en cima con 1-2 cincinos de 2-3 flores; botones rojo brillante; pedicelos de 1-2 mm de largo, sépalos lanceolados, romos, papilosos, del mismo tamaño que los pétalos, estos de 3-5 mm de longitud, blancos con puntas rojizas; nectarios grandes, blanquecinos. Cromosomas n= 18, 36, 54.

## Distribución
La especie es endémica de México. Baja California: Sierra de la Giganta. Sonora: montañas de Álamos.
Localidad tipo: Sonora: Montañas de Álamos.

## Ambiente
Con base a ejemplares de herbario, se registra en bosque de encinos, en Sinaloa.

## Estado de conservación
No se encuentra catalogada bajo algún estatus o categoría de conservación, ya sea nacional o internacional.